# دوغلاس غريشام
دوغلاس غريشام (بالإنجليزية: Douglas Gresham)‏ هو منتج أفلام وكاتب وكاتب سير وممثل أمريكي، ولد في 10 نوفمبر 1945 بنيويورك في الولايات المتحدة.

## أعمال

### أفلام
- (2010)  رحلة سفينة داون تريدر[4][5]

## وصلات خارجية
- دوغلاس غريشام على موقع IMDb (الإنجليزية)
- دوغلاس غريشام على موقع ميوزك برينز (الإنجليزية)
- دوغلاس غريشام على موقع قاعدة بيانات الفيلم (الإنجليزية)